# Tanjung Aur I (Pino)
Tanjung Aur I is een bestuurslaag in het regentschap Bengkulu Selatan van de provincie Bengkulu, Indonesië. Tanjung Aur I telt 552 inwoners (volkstelling 2010).